# Старые Куконешты
Старые Куконешты, Куконештий Векь (рум. Cuconeștii Vechi) — село в Единецком районе Молдавии. Наряду с селом Новые Куконешты входит в состав коммуны Новые Куконешты. В 2015 году, по инициативе Ивана Бортэ и организации "Noua Galilee", было реконструировано в исторический заповедник "Cuconeștii Vechi". Границы  заповедника "Cuconeștii Vechi" совпадают с периметром бывшего села.

## География
Село расположено на бегеру реки Прут в районе Стынка Костешть на высоте 99 метров над уровнем моря.
Расстояние до:
- Единец - 35 км.
- Кишинев - 170 км.
- Варатик - 10 км.
- Железнодорожная станция в Ботошани - 3 км.

## Население
По данным переписи населения 2004 года, в селе Старые Куконешты проживает 1 человек (1 мужчина, 0 женщин).
Этнический состав села в 2004 году:
| Национальность | Число жителей | Процентный состав |
| -------------- | ------------- | ----------------- |
| молдаване      | 1             | 100.0             |
| Всего          | 1             | 100%              |

Этнический состав села в 2023 году:
| Национальность | Число жителей | Процентный состав |
| -------------- | ------------- | ----------------- |
| молдаване      | 0             | 0%                |
| Всего          | 0             | 0%                |

## История
Некоторые документы о собственности свидетельствуют, что село существовало со времен XVII века.
В 1682 году была построена церковь "Св. Михаил".
В 1857 году село располагалось в округе Бельцы, входило область Зэбричень. В селе находились 102 дома крестьян, церковь с покровителем "Св. Михаил".
Жители владеют землей площадью 884 десятины . Местные жители обладают садами с деревьями и виноградниками.
В 1861 году население составляло 57 семей, включая 158 мужчин и 151 женщину. В селе располагалась православная церковь.
В 1870 году население составляло 264 мужчин и 231 женщин, 88 жилых домов. Домашний скот: 40 коров, 190 голов крупного рогатого скота, 1270 овец и коз.
В 1875 году в селе располагались 98 жилых домов, проживали 307 мужчин и 252 женщины. Домашний скот: 62 коровы, 198 голов крупного рогатого скота, 692 овец и коз.
В 1904 году в селе располагались 380 жилых домов, 9 нежилых. Население: 389 семей, 660 мужчин, 602 женщины.
Еженедельная ярмарка проводилась в среду. В селе находились: смешанная начальная школа, христианская церковь, Еврейский молитвенный дом, полицейский участок, сельская почта, примэрия.

## Дом-музей
В селе Старые Куконешты находится дом-музей в память архимандриту Софиану Богиу - известному художнику и духовному лидеру. Музей построен на месте одного из двух сохранившихся домов в селе, где жил единственный житель Старых Куконешт - Пантелей Парий. После переписи населения он остался в Старых Куконештах и прожил там ещё несколько лет. Инициатива основать музей принадлежала Ивану Семеновичу Бортэ. После его смерти (26.03.2023г), в музее проводит экскурсии старший сын Ивана Семеновича - Андрей Иванович Бортэ.
Софиан Богиу - деятель церкви и культуры, художник, духовный лидер. Получил обширное духовное образование. Также был известным иконописцем. Расписал множество церквей и обителей в Румынии и в других странах (Ливан, Сирия и т.д.). Восстанавливал фрески в церквях и храмах. В 1958 году был арестован и приговорен к 15 годам заключения за участие в духовном движении "Неопалимая Купина" (Rugul Aprins). Провел в тюрьме 6 лет, а затем был освобожден благодаря амнистии. После освобождения вернулся в Старые Куконешты и продолжил свое служение. 14 сентября 2002 г. архимандрит Софиан умер в монастыре Кэлдэрушань в возрасте 90 лет
В музее можно увидеть работы Софиана Богиу по иконописи и фрески и его личные вещи. Несколько стен в залах дома-музея содержат фотодокументы и информацию о других уроженцах села: Николай Морошане (1902-1944 гг.) - молдавский ученый-археолог и геолог, доктор наук, член-корреспондент Румынской академии, член французского Общества археологии, Всеволод Маркевич (1917-1997гг.) - молдавский археолог, специалист по Трипольской культуре. Помимо этого, в музее находится немецкая карта территории села, созданная незадолго Второй мировой войны и информационный стенд с фотографиями села до затопления и др. 
Недалеко от дома-музея построили круглую беседку (ротонда), увенчанную куполом, по периметру которой расположены колонны. В основании беседки сохранен камень, на котором прежде часто видели архимандрита Софиана Богиу. На куполе беседки с внутренней стороны присутствует фреска с изображением архангелов. 

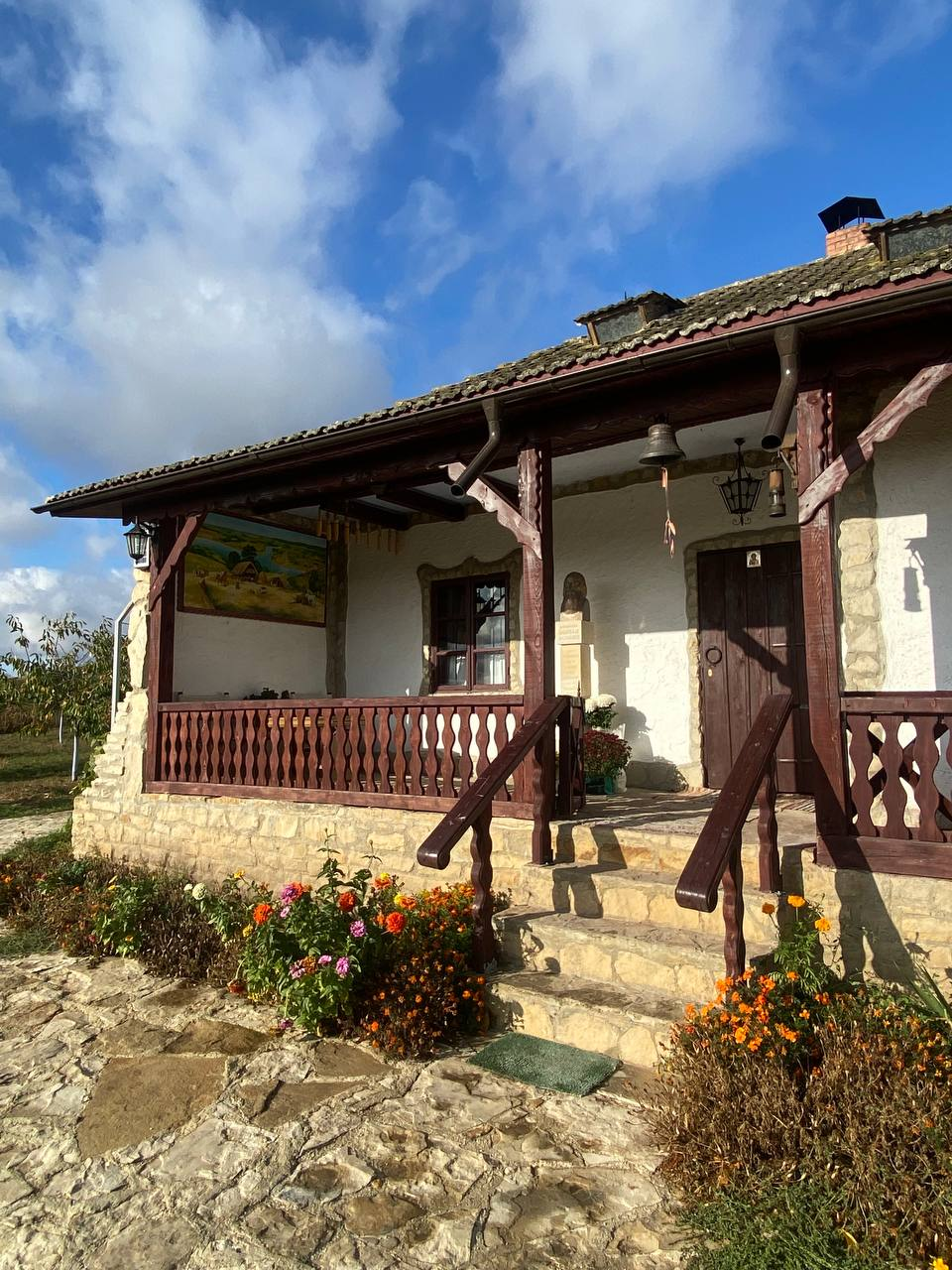
дом-музей в Старых Куконештах

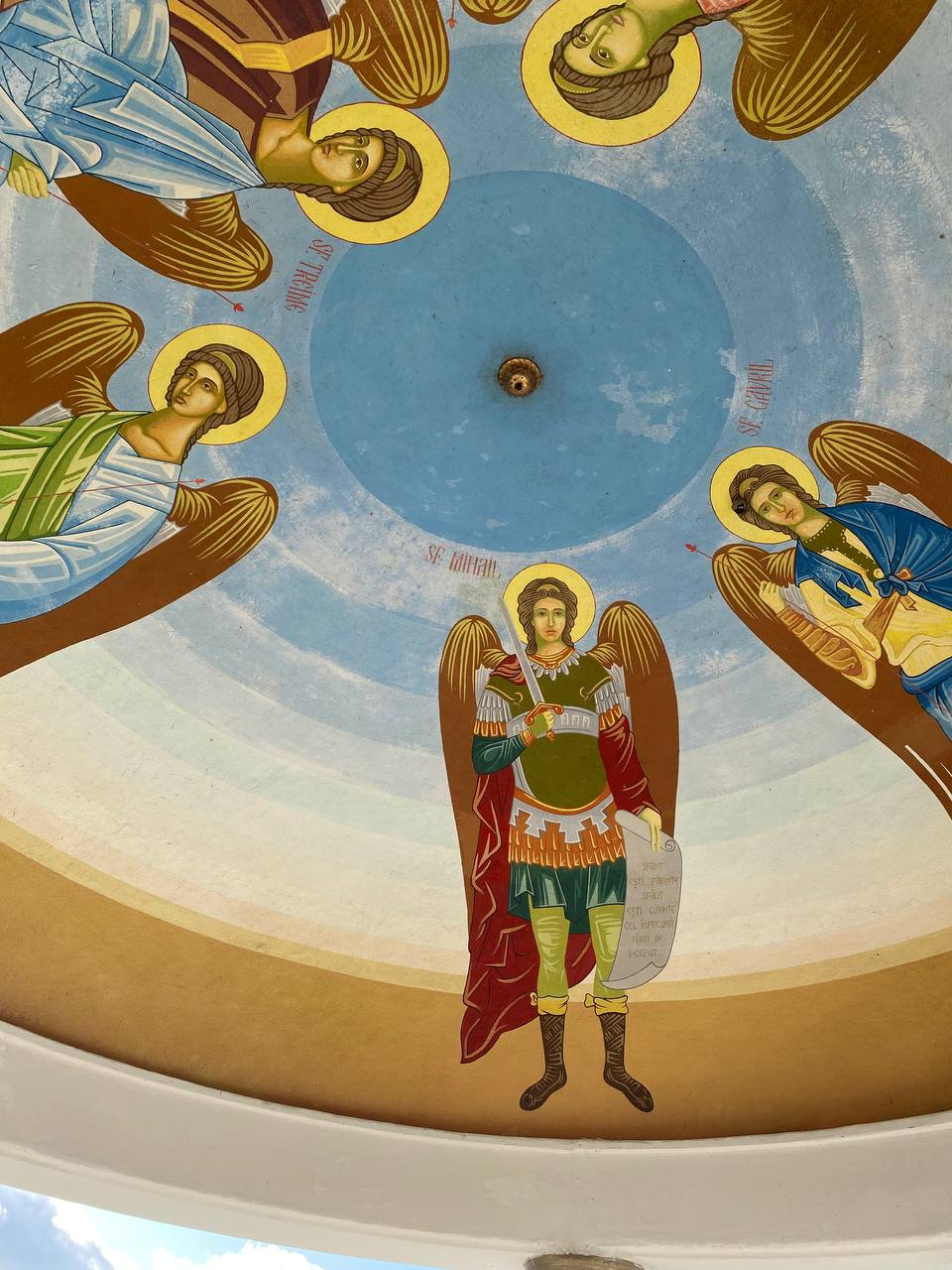
Роспись купола в беседке

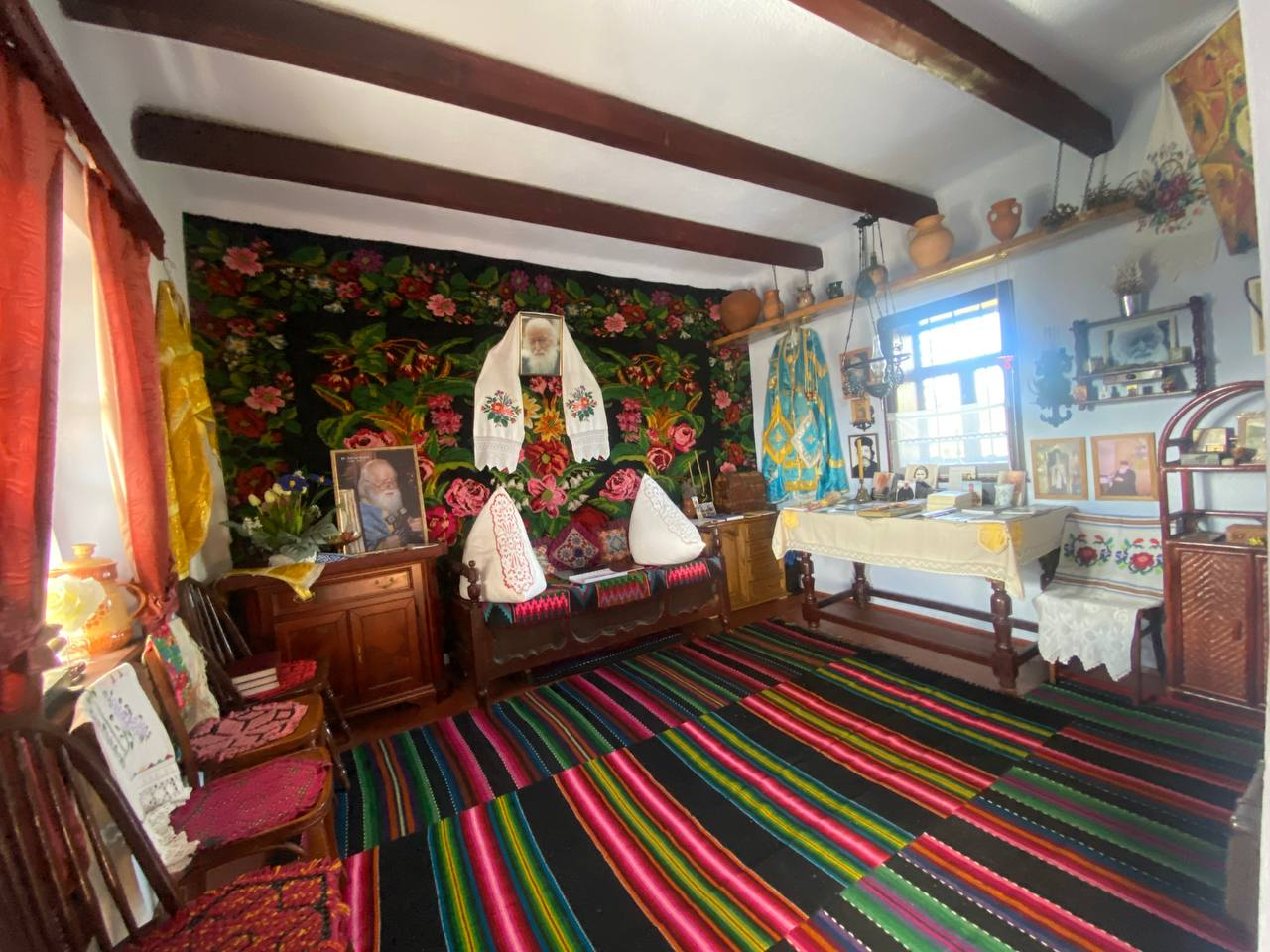
Внутри дома

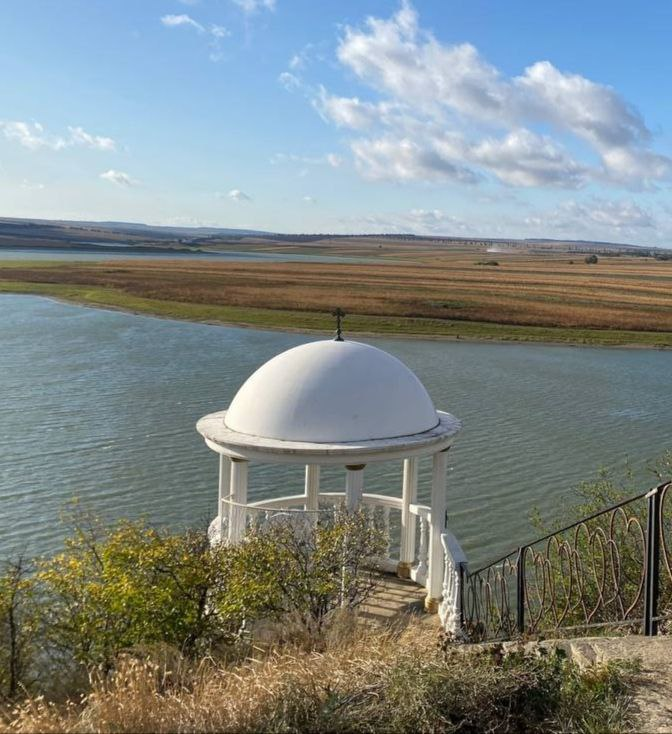
Круглая беседка (ротонда)